# Seznam medailistů na mistrovství Československa a Česka mužů a žen ve skoku do dálky
Seznam medailistů na mistrovství Československa a Česka mužů a žen ve skoku do dálky uvádí přehled sportovců, kteří získali medaile ve skoku do dálky na mistrovstvích Československa (v letech 1945 až 1992) a na mistrovstvích Česka (od roku 1993).

## Muži
| Rok          | Místo              | Zlato             | Výkon          | Stříbro           | Bronz             |
| ------------ | ------------------ | ----------------- | -------------- | ----------------- | ----------------- |
| MR ČSR 1945  | Praha              | Jan Bém           | 693 cm         | Miroslav Řihošek  | Jan Mrázek        |
| MR ČSR 1946  | Praha              | Jan Mrázek        | 706 cm         | Miroslav Řihošek  | Zdeněk Matys      |
| MR ČSR 1947  | Praha              | Albín Hisem       | 725 cm         | Miroslav Řihošek  | Jaroslav Fikejz   |
| MR ČSR 1948  | Praha              | Jaroslav Fikejz   | 738 cm         | Albín Hisem       | František Kubíček |
| MR ČSR 1949  | Praha              | Jaroslav Fikejz   | 724 cm         | Zdeněk Matys      | Jan Mrázek        |
| MR ČSR 1950  | Bratislava         | Jaroslav Fikejz   | 707 cm         | Lubomír Man       | Gustáv Rendko     |
| MR ČSR 1951  | Brno               | Zdeněk Procházka  | 708 cm         | František Brož    | Miloš Smolík      |
| MR ČSR 1952  | Praha              | Jaroslav Fikejz   | 719 cm         | Lubomír Man       | Zdeněk Procházka  |
| MR ČSR 1953  | Praha              | Jaroslav Fikejz   | 731 cm         | Václav Martínek   | Jan Mrázek        |
| MR ČSR 1954  | Ostrava            | Václav Martínek   | 737 cm         | Jaroslav Fikejz   | Milan Garčar      |
| MR ČSR 1955  | Brno               | Zdeněk Procházka  | 734 cm         | Jaroslav Fikejz   | Václav Martínek   |
| MR ČSR 1956  | Bratislava         | Zdeněk Procházka  | 738 cm         | Štefan Molnár     | Rudolf Bareš      |
| MR ČSR 1957  | Praha              | Zdeněk Procházka  | 715 cm         | Josef Bílek       | Miloslav Moravec  |
| MR ČSR 1958  | Ostrava            | Štefan Molnár     | 745 cm         | Jan Netopilík     | Josef Bílek       |
| MR ČSR 1959  | Praha              | Jan Netopilík     | 741 cm         | Bohumil Kadlec    | Tibor Holtman     |
| MR ČSSR 1960 | Brno               | Jan Netopilík     | 756 cm         | Ján Solčány       | Zdeněk Procházka  |
| MR ČSSR 1961 | Praha              | Josef Bílek       | 727 cm         | Jan Netopilík     | Ján Koštial       |
| MR ČSSR 1962 | Ostrava            | Štefan Molnár     | 715 cm         | Ján Solčány       | Jan Netopilík     |
| MR ČSSR 1963 | Hradec Králové     | Ján Solčány       | 748 cm         | Miroslav Hutter   | Jan Netopilík     |
| MR ČSSR 1964 | Praha              | Ján Koštial       | 745 cm         | Josef Bílek       | Anton Hlaváček    |
| MR ČSSR 1965 | Zábřeh             | Jan Broda         | 745 cm         | Miroslav Hutter   | Ján Solčány       |
| MR ČSSR 1966 | Třinec             | Miroslav Hutter   | 739 cm         | Pavel Kilián      | Jan Broda         |
| MR ČSSR 1967 | Sokolov            | Miroslav Hutter   | 741 cm         | Josef Korbela     | Ján Solčány       |
| MR ČSSR 1968 | Jablonec nad Nisou | Jan Broda         | 747 cm         | Václav Fišer      | Josef Korbela     |
| MR ČSSR 1969 | Považská Bystrica  | Jan Broda         | 749 cm         | Jaroslav Brož     | Miroslav Hutter   |
| MR ČSSR 1970 | Ostrava            | Václav Fišer      | 764 cm         | Pavol Tolnay      | Jaroslav Brož     |
| MR ČSSR 1971 | Praha              | Jaroslav Brož     | 775 cm         | Jaroslav Schmied  | Miroslav Hutter   |
| MR ČSSR 1972 | Praha              | Jaroslav Brož     | 780 cm         | Pavol Tolnay      | Tomáš Hluštík     |
| MR ČSSR 1973 | Banská Bystrica    | Jaroslav Brož     | 805 cm         | Václav Fišer      | Pavol Tolnay      |
| MR ČSSR 1974 | Praha              | Pavol Tolnay      | 751 cm         | Jaroslav Brož     | Jaroslav Křivka   |
| MR ČSSR 1975 | Bratislava         | Jan Leitner       | 768 cm         | Tomáš Hluštík     | Zdeněk Mazur      |
| MR ČSSR 1976 | Třinec             | Jan Leitner       | 776 cm         | Tomáš Hluštík     | Pavol Tolnay      |
| MR ČSSR 1977 | Ostrava            | Jan Leitner       | 771 cm         | Jaroslav Priščák  | Jaroslav Křivka   |
| MR ČSSR 1978 | Praha              | Jan Leitner       | 803 cm         | Jaroslav Křivka   | Jaroslav Priščák  |
| MR ČSSR 1979 | Praha              | Jan Leitner       | 782 cm         | Jaroslav Priščák  | Jaroslav Křivka   |
| MR ČSSR 1980 | Praha              | Jan Leitner       | 763 cm         | Jaroslav Křivka   | Jaroslav Paštika  |
| MR ČSSR 1981 | Ostrava            | Jan Leitner       | 790 cm         | Vlastimil Mařinec | Zdeněk Mazur      |
| MR ČSSR 1982 | Praha              | Jan Leitner       | 803 cm         | Zdeněk Mazur      | Jaroslav Křivka   |
| MR ČSSR 1983 | Praha              | Vlastimil Mařinec | 799 cm         | Roman Zrun        | Jan Leitner       |
| MR ČSSR 1984 | Praha              | Jan Leitner       | 790 cm         | Zdeněk Hanáček    | Roman Zrun        |
| MR ČSSR 1985 | Praha              | Jan Leitner       | 803 cm         | Roman Zrun        | Vladimír Dědek    |
| MR ČSSR 1986 | Bratislava         | Zdeněk Hanáček    | 778 cm         | Jan Leitner       | Róbert Széli      |
| MR ČSSR 1987 | Třinec             | Ivo Krsek         | 803 cm         | Róbert Széli      | Milan Gombala     |
| MR ČSSR 1988 | Praha              | Milan Mikuláš     | 825 cm Rek. MR | Ivo Krsek         | Milan Gombala     |
| MR ČSSR 1989 | Banská Bystrica    | Milan Gombala     | 755 cm         | Ivo Krsek         | Vladimír Handl    |
| MR ČSFR 1990 | Praha              | Milan Gombala     | 795 cm         | Jindřich Vyhnánek | Robert Změlík     |
| MR ČSFR 1991 | Ostrava            | Milan Gombala     | 803 cm         | Ivo Krsek         | Martin Morkes     |
| MR ČSFR 1992 | Nitra              | Milan Gombala     | 811 cm         | Robert Změlík     | Roman Orlík       |
| MR ČR 1993   | Jablonec nad Nisou | Milan Gombala     | 783 cm         | Ivo Krsek         | Roman Orlík       |
| MR ČR 1994   | Jablonec nad Nisou | Milan Gombala     | 777 cm         | Roman Orlík       | Ivo Krsek         |
| MR ČR 1995   | Ostrava            | Milan Gombala     | 812 cm         | Roman Orlík       | Róbert Michalík   |
| MR ČR 1996   | Praha              | Milan Gombala     | 770 cm         | Roman Orlík       | Tomáš Votava      |
| MR ČR 1997   | Třinec             | Milan Kovář       | 808 cm         | Roman Orlík       | Milan Gombala     |
| MR ČR 1998   | Jablonec nad Nisou | Roman Šebrle      | 757 cm         | Roman Orlík       | Milan Gombala     |
| MR ČR 1999   | Ostrava            | Roman Orlík       | 781 cm         | Milan Kovář       | Tomáš Borek       |
| MR ČR 2000   | Plzeň              | Milan Kovář       | 792 cm         | Jiří Kuntoš       | Roman Orlík       |
| MR ČR 2001   | Jablonec nad Nisou | Milan Kovář       | 755 cm         | Tomáš Dvořák      | Pavel Loučka      |
| MR ČR 2002   | Ostrava            | Petr Hnízdil      | 742 cm         | Jiří Kuntoš       | Roman Šebrle      |
| MR ČR 2003   | Olomouc            | Petr Hnízdil      | 766 cm         | Štěpán Wagner     | Zbyněk Hnízdil    |
| MR ČR 2004   | Plzeň              | Petr Lampart      | 792 cm         | Tomáš Borek       | Tomáš Pour        |
| MR ČR 2005   | Kladno             | Štěpán Wagner     | 772 cm         | Roman Novotný     | Michal Čada       |
| MR ČR 2006   | Praha              | Tomáš Pour        | 788 cm         | Štěpán Wagner     | Roman Novotný     |
| MR ČR 2007   | Třinec             | Roman Novotný     | 798 cm         | Štěpán Wagner     | Martin Vachata    |
| MR ČR 2008   | Tábor              | Roman Novotný     | 799 cm         | Štěpán Wagner     | Michal Čada       |
| MR ČR 2009   | Praha              | Štěpán Wagner     | 769 cm         | Roman Novotný     | Milan Pírek       |
| MR ČR 2010   | Třinec             | Roman Novotný     | 767 cm         | Štěpán Wagner     | Milan Pírek       |
| MR ČR 2011   | Brno               | Roman Novotný     | 785 cm         | Štěpán Wagner     | Milan Pírek       |
| MR ČR 2012   | Vyškov             | Roman Novotný     | 805 cm         | Štěpán Wagner     | Radek Juška       |
| MR ČR 2013   | Tábor              | Jiří Sýkora       | 764 cm         | Štěpán Wagner     | Milan Pírek       |
| MR ČR 2014   | Ostrava            | Radek Juška       | 794 cm         | Milan Pírek       | Roman Novotný     |
| MR ČR 2015   | Plzeň              | Radek Juška       | 767 cm         | Jiří Sýkora       | Milan Pírek       |
| MR ČR 2016   | Tábor              | Adam Zelinka      | 770 cm         | Milan Pírek       | Jakub Nosek       |
| MR ČR 2017   | Třinec             | Radek Juška       | 786 cm         | Milan Pírek       | Jakub Bystroň     |
| MR ČR 2018   | Kladno             | Radek Juška       | 792 cm         | David Holý        | Jan Doležal       |
| MR ČR 2019   | Brno               | Radek Juška       | 772 cm         | Jan Vondráček     | Jan Jirásek       |
| MR ČR 2020   | Plzeň              | Radek Juška       | 810 cm         | Jakub Bystroň     | Adam Pekárek      |
| MR ČR 2021   | Zlín               | Radek Juška       | 788 cm         | Jakub Rusek       | Dan Kováč         |
| MR ČR 2022   | Hodonín            | Radek Juška       | 795 cm         | Vojtěch Komárek   | Tomáš Kratochvíl  |
| MR ČR 2023   | Tábor              | Radek Juška       | 815 cm         | David Jodl        | Dan Kováč         |
| MR ČR 2024   | Zlín               | Petr Meindlschmid | 784 cm         | Dan Kováč         | Vojtěch Komárek   |
| MR ČR 2025   |                    |                   |                |                   |                   |

### Ženy
| Rok          | Místo              | Zlato                   | Výkon          | Stříbro                | Bronz                     |
| ------------ | ------------------ | ----------------------- | -------------- | ---------------------- | ------------------------- |
| MR ČSR 1945  | Praha              | Vlasta Píšová           | 522 cm         | Milena Wimmerová       | Anna Plšková              |
| MR ČSR 1946  | Praha              | Soňa Reichová           | 531 cm         | Anna Plšková           | Drahomíra Vorlová         |
| MR ČSR 1947  | Praha              | Soňa Reichová           | 509 cm         | Danuše Klesnilová      | Anna Plšková              |
| MR ČSR 1948  | Praha              | Vlasta Chlumská-Píšová  | 531 cm         | Vlasta Valentová       | Soňa Reichová             |
| MR ČSR 1949  | Praha              | Olga Šicnerová          | 522 cm         | Anna Plšková           | Blanka Malá               |
| MR ČSR 1950  | Bratislava         | Zlata Rozkošná          | 518 cm         | Anna Plšková           | Danuše Klesnilová         |
| MR ČSR 1951  | Brno               | Danuše Andrlová-Hiklová | 536 cm         | Alena Vejsová          | Anna Plšková              |
| MR ČSR 1952  | Praha              | Anna Plšková            | 526 cm         | Alena Vejsová          | Zlata Rozkošná            |
| MR ČSR 1953  | Praha              | Danuše Andrlová         | 554 cm         | Alena Vejsová          | Anna Plšková              |
| MR ČSR 1954  | Ostrava            | Zlata Rozkošná          | 563 cm         | Soňa Gižická           | Anna Plšková              |
| MR ČSR 1955  | Brno               | Olga Modrachová         | 582 cm         | Zlata Rozkošná         | Vlasta Svozilová          |
| MR ČSR 1956  | Bratislava         | Zlata Rozkošná          | 567 cm         | Gertruda Prokopová     | Olga Modrachová           |
| MR ČSR 1957  | Praha              | Zlata Rozkošná          | 609 cm         | Anna Kovaříková        | Dagmar Richterová         |
| MR ČSR 1958  | Ostrava            | Anna Kovaříková         | 574 cm         | Věra Havránková        | Dagmar Richterová         |
| MR ČSR 1959  | Praha              | Vlasta Svozilová        | 579 cm         | Anna Kovaříková        | Olga Davidová             |
| MR ČSSR 1960 | Brno               | Vlasta Přikrylová       | 587 cm         | Vlasta Svozilová       | Anna Kovaříková           |
| MR ČSSR 1961 | Praha              | Olga Fomenková          | 572 cm         | Libuše Hanzelová       | Jana Staňková             |
| MR ČSSR 1962 | Ostrava            | Vlasta Přikrylová       | 589 cm         | Jiřina Juroszková      | Olga Fomenková            |
| MR ČSSR 1963 | Hradec Králové     | Vlasta Přikrylová       | 647 cm         | Alexandra Drobná       | Olga Fomenková            |
| MR ČSSR 1964 | Praha              | Vlasta Přikrylová       | 597 cm         | Jiřina Juroszková      | Libuša Kladeková          |
| MR ČSSR 1965 | Zábřeh             | Eva Kucmanová           | 613 cm         | Hana Trejbalová        | Jiřina Juroszková         |
| MR ČSSR 1966 | Třinec             | Eva Kucmanová           | 620 cm         | Olga Fomenková         | Vlasta Přikrylová         |
| MR ČSSR 1967 | Sokolov            | Eva Kucmanová           | 633 cm         | Libuša Kladeková       | Jitka Potrebuješová       |
| MR ČSSR 1968 | Jablonec nad Nisou | Eva Kucmanová           | 625 cm         | Libuša Kladeková       | Jitka Potrebuješová       |
| MR ČSSR 1969 | Považská Bystrica  | Eva Kucmanová           | 648 cm         | Libuša Kladeková       | Nataša Dvorská            |
| MR ČSSR 1970 | Ostrava            | Libuša Kladeková        | 601 cm         | Mária Devínska         | Galina Kudrnová           |
| MR ČSSR 1971 | Praha              | Miroslava Březíková     | 634 cm         | Jarmila Nygrýnová      | Mária Devínska            |
| MR ČSSR 1972 | Praha              | Eva Šuranová            | 654 cm         | Jarmila Nygrýnová      | Mária Devínska            |
| MR ČSSR 1973 | Banská Bystrica    | Viera Dodrvová          | 600 cm         | Eva Drdácká            | Miroslava Březíková       |
| MR ČSSR 1974 | Praha              | Eva Šuranová            | 656 cm         | Jarmila Nygrýnová      | Nataša Bobková            |
| MR ČSSR 1975 | Bratislava         | Eva Šuranová            | 638 cm         | Jarmila Nygrýnová      | Ľubica Huťanová           |
| MR ČSSR 1976 | Třinec             | Jarmila Nygrýnová       | 669 cm         | Miroslava Březíková    | Věra Němečková            |
| MR ČSSR 1977 | Ostrava            | Jarmila Nygrýnová       | 641 cm         | Miroslava Březíková    | Emilie Szmeková           |
| MR ČSSR 1978 | Praha              | Jarmila Nygrýnová       | 643 cm         | Eva Šuranová           | Hana Tasová               |
| MR ČSSR 1979 | Praha              | Jarmila Nygrýnová       | 640 cm         | Marie Pokludová        | Marcela Koblasová         |
| MR ČSSR 1980 | Praha              | Jarmila Nygrýnová       | 654 cm         | Hana Tasová            | Ludmila Jimramovská       |
| MR ČSSR 1981 | Ostrava            | Hana Tasová             | 623 cm         | Ludmila Jimramovská    | Eva Kuchtová              |
| MR ČSSR 1982 | Praha              | Ludmila Jimramovská     | 662 cm         | Eva Murková            | Jarmila Strejčková        |
| MR ČSSR 1983 | Praha              | Eva Murková             | 686 cm Rek. MR | Jarmila Strejčková     | Eva Kuchtová              |
| MR ČSSR 1984 | Praha              | Jarmila Strejčková      | 648 cm         | Ludmila Jimramovská    | Eva Kuchtová              |
| MR ČSSR 1985 | Praha              | Eva Murková             | 680 cm         | Jarmila Strejčková     | Ludmila Jimramovská       |
| MR ČSSR 1986 | Bratislava         | Eva Murková             | 670 cm         | Ludmila Jimramovská    | Jarmila Strejčková        |
| MR ČSSR 1987 | Třinec             | Eva Murková             | 604 cm         | Vanda Nováková         | Ludmila Jimramovská       |
| MR ČSSR 1988 | Praha              | Vanda Nováková          | 618 cm         | Blanka Krátká          | Emilie Szmeková           |
| MR ČSSR 1989 | Banská Bystrica    | Vanda Nováková          | 604 cm         | Monika Mihalovičová    | Dagmar Muchová            |
| MR ČSFR 1990 | Praha              | Zuzana Valentová        | 629 cm         | Dagmar Urbánková-Vávrů | Petra Švancarová          |
| MR ČSFR 1991 | Ostrava            | Jitka Kubová            | 596 cm         | Eva Jirmusová          | Romana Špiková            |
| MR ČSFR 1992 | Nitra              | Šárka Kadlubcová        | 614 cm         | Katarína Švachová      | Daniela Caldová           |
| MR ČR 1993   | Jablonec nad Nisou | Monika Kohoutová        | 612 cm         | Gabriela Váňová        | Helena Vinařová           |
| MR ČR 1994   | Jablonec nad Nisou | Gabriela Váňová         | 602 cm         | Šárka Kašpárková       | Helena Vinařová           |
| MR ČR 1995   | Ostrava            | Helena Vinařová         | 624 cm         | Gabriela Váňová        | Gabriela Labíková         |
| MR ČR 1996   | Praha              | Helena Vinařová         | 623 cm         | Martina Žabková        | Gabriela Dvořáková-Váňová |
| MR ČR 1997   | Třinec             | Martina Žabková         | 615 cm         | Helena Vinařová        | Dana Žemličková           |
| MR ČR 1998   | Jablonec nad Nisou | Martina Žabková         | 614 cm         | Kateřina Nekolná       | Jana Fáberová             |
| MR ČR 1999   | Ostrava            | Martina Darmovzalová    | 631 cm         | Eva Doležalová         | Lucie Komrsková           |
| MR ČR 2000   | Plzeň              | Šárka Beránková         | 637 cm         | Libuše Tománková       | Lucie Komrsková           |
| MR ČR 2001   | Jablonec nad Nisou | Lucie Komrsková         | 644 cm         | Martina Darmovzalová   | Jana Klečková             |
| MR ČR 2002   | Ostrava            | Lucie Komrsková         | 629 cm         | Martina Darmovzalová   | Veronika Navrátíková      |
| MR ČR 2003   | Olomouc            | Lucie Komrsková         | 634 cm         | Zuzana Bičíková        | Barbara Szlendaková       |
| MR ČR 2004   | Plzeň              | Denisa Ščerbová         | 668 cm         | Lucie Komrsková        | Martina Darmovzalová      |
| MR ČR 2005   | Kladno             | Martina Darmovzalová    | 666 cm         | Lucie Komrsková        | Denisa Ščerbová           |
| MR ČR 2006   | Praha              | Lucie Komrsková         | 650 cm         | Denisa Ščerbová        | Martina Darmovzalová      |
| MR ČR 2007   | Třinec             | Denisa Ščerbová         | 656 cm         | Kateřina Líbalová      | Zuzana Bičíková           |
| MR ČR 2008   | Tábor              | Denisa Ščerbová         | 652 cm         | Jana Korešová          | Kateřina Líbalová         |
| MR ČR 2009   | Praha              | Veronika Šrámková       | 613 cm         | Petra Štěpánková       | Kateřina Líbalová         |
| MR ČR 2010   | Třinec             | Jana Korešová           | 624 cm         | Kateřina Líbalová      | Eliška Klučinová          |
| MR ČR 2011   | Brno               | Kateřina Líbalová       | 615 cm         | Lucie Kostnerová       | Michaela Kučerová         |
| MR ČR 2012   | Vyškov             | Eliška Klučinová        | 617 cm         | Lucie Májková          | Anna Švecová              |
| MR ČR 2013   | Tábor              | Jana Korešová           | 665 cm         | Kateřina Líbalová      | Martina Šestáková         |
| MR ČR 2014   | Ostrava            | Renata Medgyesová (SVK) | 626 cm         | Eliška Klučinová       | Jana Korešová             |
| MR ČR 2015   | Plzeň              | Jana Korešová           | 619 cm         | Eliška Klučinová       | Lucie Májková             |
| MR ČR 2016   | Tábor              | Jana Korešová           | 647 cm         | Kateřina Cachová       | Anna Švecová              |
| MR ČR 2017   | Třinec             | Eliška Klučinová        | 626 cm         | Adéla Záhorová         | Kateřina Hýsková          |
| MR ČR 2018   | Kladno             | Adéla Záhorová          | 629 cm         | Michaela Kučerová      | Kateřina Cachová          |
| MR ČR 2019   | Brno               | Barbora Hůlková         | 637 cm         | Kateřina Cachová       | Michaela Kučerová         |
| MR ČR 2020   | Plzeň              | Linda Suchá             | 645 cm         | Jana Novotná           | Michaela Kučerová         |
| MR ČR 2021   | Zlín               | Linda Suchá             | 628 cm         | Michaela Kučerová      | Kateřina Dvořáková        |
| MR ČR 2022   | Hodonín            | Linda Suchá             | 632 cm         | Emma Maštalířová       | Jana Novotná              |
| MR ČR 2023   | Tábor              | Michaela Kučerová       | 615 cm         | Daniela Volná          | Linda Suchá               |
| MR ČR 2024   | Zlín               | Daniela Volná           | 625 cm         | Kateřina Černocká      | Tereza Vokálová           |
| MR ČR 2025   |                    |                         |                |                        |                           |